# Elvasia bisepala
Elvasia bisepala là một loài thực vật có hoa trong họ Ochnaceae. Loài này được Sastre & Whitef. mô tả khoa học đầu tiên năm 1999.